# Závislá porucha osobnosti

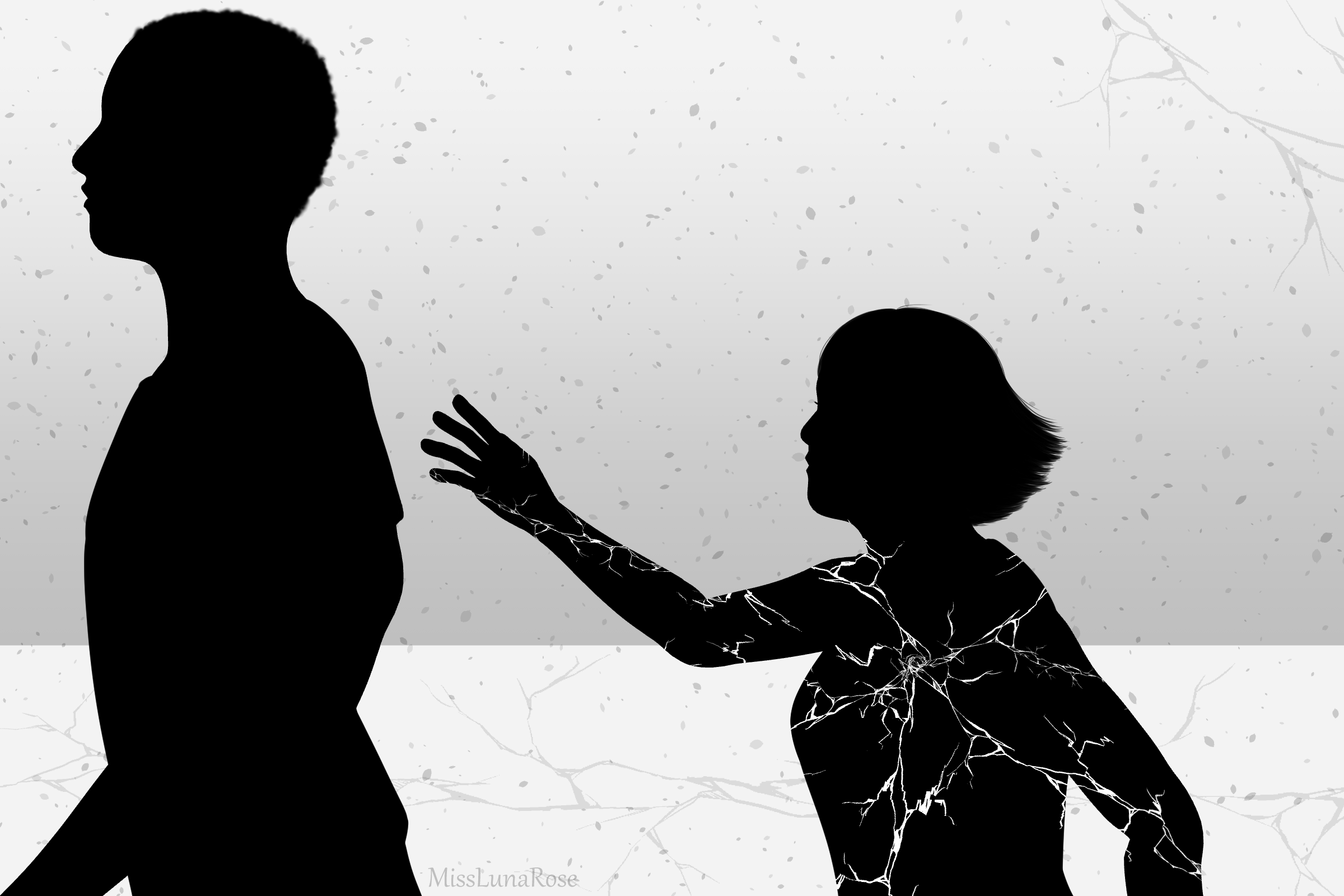
Ilustrace zobrazující strach z opuštění u osoby trpící závislou poruchou osobnosti

Závislá porucha osobnosti (anglická zkratka DPD) je porucha osobnosti zařazená v Mezinárodní klasifikaci nemocí (MKN-10) pod kódem F60.7. Je charakteristická výraznou úzkostí a strachem. Závislá porucha osobnosti se objevuje u 5–30% pacientů a mezi 2–4 % osob v celé populaci. Je diagnostikována častěji u žen než u mužů. Typickým rysem této poruchy je trvalá a nadměrná psychická závislost na druhých osobách, spojená s přehnanou potřebou péče, jež vede k submisivitě, přilnavosti a strachu z opuštění. Touha po blízkosti a sounáležitosti je u těchto jedinců extrémní, často vynucená a iracionální. Není založená na autentických pocitech. Mezi hlavní projevy patří absence vlastního názoru, neschopnost samostatného rozhodování a výrazná závislost na druhých v každodenním fungování. Porucha obvykle začíná před ranou dospělostí, projevuje se v různých životních situacích a je spojena s významným narušením společenského i profesního života.

## Příznaky a projevy
Projevuje se nadměrnou závislostí na druhých lidech při rozhodování i zajištění emoční podpory. Jedinci s touto poruchou mívají výrazné obtíže při samostatném rozhodování a často vyhledávají ujištění od okolí. V důsledku nízkého sebevědomí často podřizují své potřeby a názory ostatním a upřednostňují jejich pohled na věc před vlastním úsudkem. U závislých jedinců nacházíme velmi vulnerabilní sklony pro dysforické rozladění. Jsou přesvědčeni, že jsou méněcenní, neschopní nebo nehodní pozornosti druhých.
Typickým rysem závislé poruchy osobnosti je pasivní a podřízené chování motivované intenzivním strachem z odloučení. Tito lidé se vyhýbají samotě a odloučení od blízkých osob v nich může vyvolat pocity úzkosti, osamělosti či bezmoci. Často také vykazují pesimistické myšlení a očekávají negativní vývoj událostí. Bývají introvertní. Jsou citliví na kritiku a mají výrazný strach z odmítnutí. Léčba obvykle spočívá v psychoterapii, zejména v kognitivně-behaviorální terapii (KBT), jejímž cílem je posílení sebevědomí, autonomie a schopnosti zvládat krizové situace. V některých případech může být nasazena i farmakoterapie, zejména při přítomnosti souběžných poruch, jako je úzkost nebo deprese.

## Diagnostická kritéria pro závislou poruchu osobnosti
- Splnění obecných kritérií pro poruchu osobnosti[1]
- Splnění kritérií nejméně čtyři z následujících příznaků:[1]

1. vybízení jiných lidí nebo dovolování jim, aby za jedince přebírali odpovědnost za důležitá životní rozhodnutí;
2. podřizování vlastních potřeb jiným osobám, na nichž je jedinec závislý, a přílišné vyhovování jejich přáním;
3. neochota vznášet i rozumné požadavky na osoby, na nichž je jedinec závislý;
4. pocity, že není ve své kůži, neboť trpí obavami, že nebude schopen postarat se sám o sebe;
5. stálé obavy, že bude opuštěn osobou, ke které má těsný vztah a že se bude muset starat sám o sebe;
6. omezená schopnost dělat běžná rozhodnutí, aniž by se poradili nebo si je nechali schválit.

## Rizikové faktory
Vznik závislé poruchy osobnosti je spojován s kombinací genetických predispozic a vlivů prostředí. Zvýšené riziko rozvoje této poruchy bylo zaznamenáno u jedinců, kteří v dětství čelili zanedbávání péče nebo byli vystaveni psychickému nebo fyzickému týrání. Rovněž jedinci vyrůstající v rodinách s nadměrně ochranitelskými či autoritářskými rodiči mohou být k této poruše náchylnější.
Závislá porucha osobnosti má významné negativní dopady jak na samotného jedince, tak na jeho okolí. Lidé se závislou poruchou osobnosti častěji trpí zdravotními problémy, které souvisejí se stresem a dlouhodobým psychickým napětím – například bolestmi hlavy, zažívacími potížemi, poruchami spánku nebo vysokým krevním tlakem. Kromě toho se u nich často objevují i úzkosti, deprese nebo jiné psychické poruchy. Tyto potíže vznikají mimo jiné proto, že tito lidé mají potíže se samostatným zvládáním problémů a často zůstávají ve vztazích, které jim škodí.
Jako možný rizikový faktor rozvoje závislé poruchy osobnosti v dospělosti byla rovněž identifikována separační úzkost, typická pro vývojové období dětství. Studie americké psychiatrické asociace (1994) a následný výzkum Mroczkowského a kol. (2011) naznačují souvislost mezi těmito poruchami. Výzkum Loase a kol. (2002), který analyzoval vzorek 1 492 osob z klinické i běžné populace, ukázal, že výskyt závislé poruchy osobnosti byl 9,85 × pravděpodobnější u jedinců s celoživotní přítomností separační úzkosti.